# Tillandsia rauschii
Tillandsia rauschii là một loài thuộc chi Tillandsia. Đây là loài đặc hữu của Bolivia.

## Hình ảnh

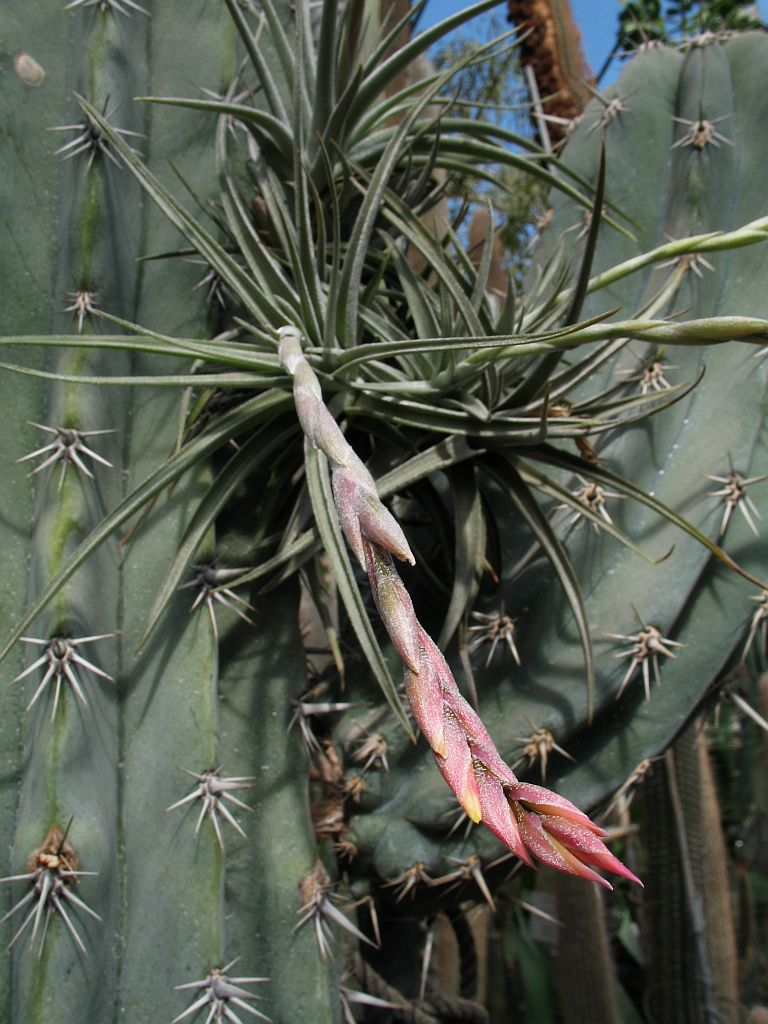